# Charité (sainte)
Pour les articles homonymes, voir Charité (homonymie).

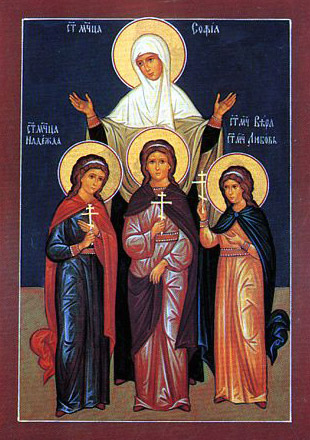
Icône moderne de sainte Sophie et de ses trois filles.

Selon l'hagiographie, sainte Charité est une enfant martyre chrétienne du IIe siècle qui est appelée en grec Agapè, en latin Caritas, et en russe Lioubov. Elle était la fille de sainte Sophie, et la sœur de Foi (Pistis) l'ainée, et d'Espérance (Elpis), les noms des trois vertus théologales. Toutes les trois furent exécutées par décision de l'empereur Hadrien.
Autrefois célébrée le 1er août avec ses sœurs, suivant leur inscription dans le Martyrologe romain, elles ont été retirées du calendrier liturgique officiel, mais leur culte est toujours pratiqué, notamment en Europe de l'Est et en Russie.

## Hagiographie
Comme ses sœurs, Charité fut élevée avec les Saintes Écritures comme fondement, et la foi en Jésus-Christ comme promesse. Pleines de ferveur à diffuser la foi, elle furent arrêtées vers 137 par les troupes de l'empereur Hadrien, aux oreilles duquel était parvenue la renommée de leur piété et de leur vertu. Émerveillé par la noblesse naturelle qui émanait des enfants, l'empereur voulut les adopter, mais elles et leur mère refusèrent. Stupéfait de constater leur fermeté dans la foi malgré leur jeune âge, il fit comparaître les filles séparément, pensant que c'était par émulation mutuelle qu'elles osaient ainsi lui tenir tête. Rendu furieux par leurs résistances et leur refus de renoncer à la foi chrétienne, l’empereur décida de les réunir, mais au lieu d'obtempérer, elles préférèrent prier, se tenir la main, et chanter un Alléluia à la gloire du Christ. Sur ce, il décida de les mettre à mort. Sophie continua d'encourager ses trois filles durant leur supplice.
Charité, âgée de neuf ans, fut suspendue à un gibet et entravée si étroitement que ses membres se rompirent sous les liens. Jetée dans une fournaise, elle fut délivrée par un ange, mais elle eut finalement la tête tranchée. Comme elle était la plus jeune des trois sœurs, sa mère Sophie l'encouragea plus particulièrement durant son supplice, avant de mourir à son tour trois jours plus tard auprès de leur tombeaux.

## Culte

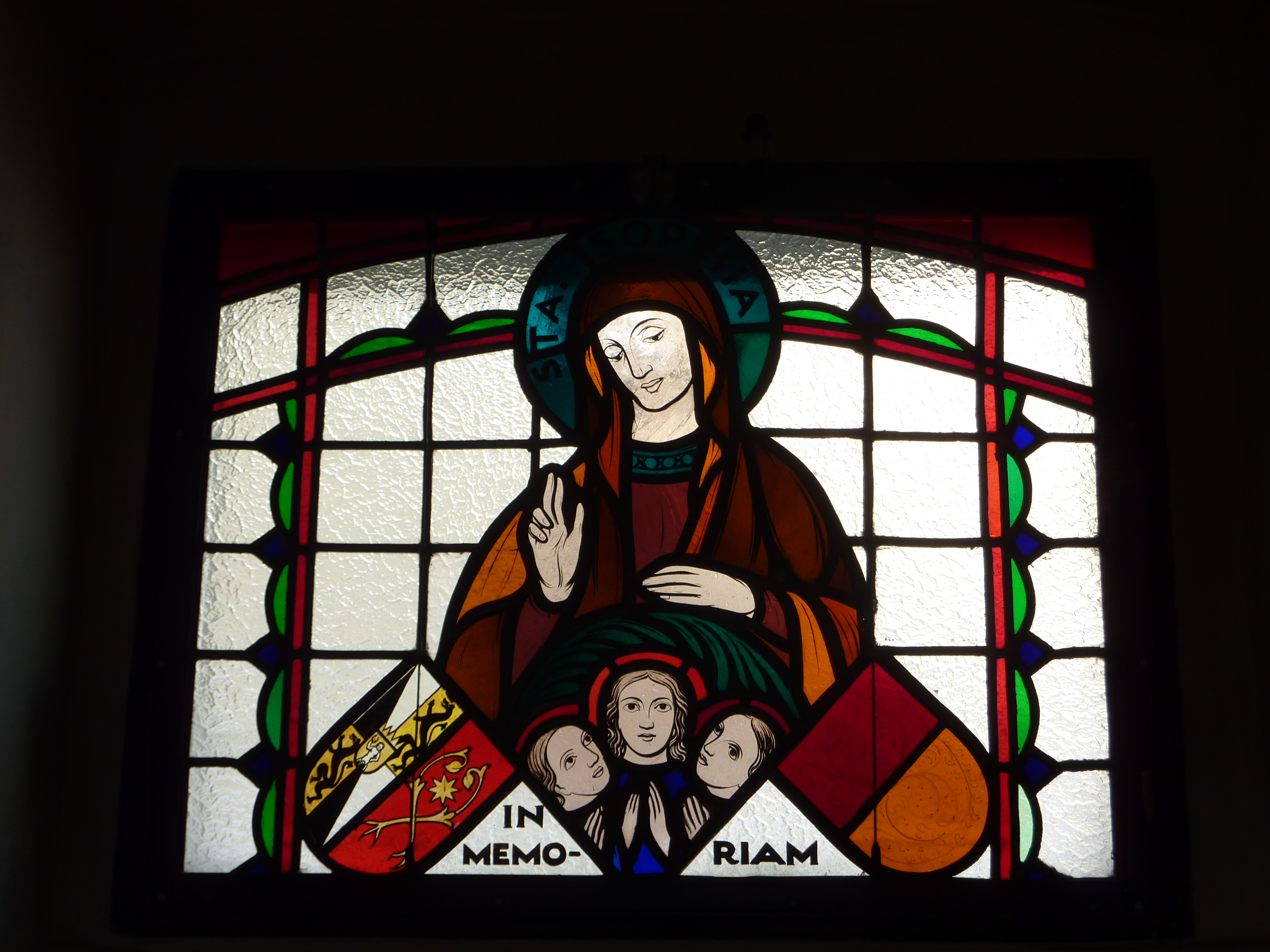
Vitrail de l'église paroissiale de Klam, Autriche, In Memoriam.

Leurs tombeaux ont d'abord été placés dans une crypte sous l'église érigée par la suite en l'honneur de saint Pancrace. Ce lieu fut longtemps considéré par les pèlerins, comme en témoignent divers documents du VIIe siècle, tels qu'un Itinerarium (ou guide des lieux saints de Rome compilé à l'usage des pèlerins) encore conservé à Salzbourg. Une liste se trouve également dans les archives de la cathédrale de Monza qui rapporte des huiles recueillies sur les tombes des martyrs et envoyées à la reine Théodelinde à l'époque de Grégoire le Grand, etc.
Victor Saxer (2000) note que les premiers chrétiens, à partir du IVe siècle, ont en effet souvent pris au baptême des noms évocateurs des vertus chrétiennes, et Sophie, Espérance et Charité sont attestés comme noms de femmes dans les inscriptions des catacombes. La vénération des trois saintes nommées pour les trois vertus théologales est probablement apparue au VIe siècle sur la base de telles inscriptions.

## Extraits de prières roumaines
« Réjouis-toi, Sophia, car ton nom signifie sagesse et c'est avec sagesse que tu as élevé tes filles ; réjouis-toi, Sophia, qui conduit les mères fidèles à la sage éducation de leurs enfants ;  réjouis-toi, toi qui nous apprends à chercher le Seigneur et qui rends nos âmes vivantes. Réjouissez-vous, Pistis, Elpis et Agapis, avec Sophie, votre très sage mère. Les vertus de vos noms, vous les avez montrées par vos actes dans vos dévotions ;  réjouissez-vous,  comme trois fleurs qui s'épanouissent sur une seule branche féconde. Réjouissez-vous, vous qui nous fortifiez dans les vertus de la foi, de l'espérance et de la charité. Réjouissez-vous, graines de vertus, qui abreuvez nos âmes d'une boisson vivifiante.

Réjouis-toi Agapis, car avec un amour divin tu nous révèles le bonheur de la vie éternelle ;

Réjouis-toi, toi qui, par la grâce de l'Esprit Saint, as été mise à l'ombre ;
  
Réjouis-toi, Agapis, car par tes souffrances pour le Christ, tu as montré ton amour d’ouvrière pour la moisson ;

Réjouis-toi, toi qui, avec le feu de l'amour, as retenu tes sœurs ;

Réjouis-toi, Agapis, car tu transformes nos peines et nos soucis en joie ;

Réjouis-toi d'amener nos cœurs endurcis par la tristesse ;

Comme le soleil tu as brillé, sainte Agapis, car qui peut se tenir ainsi pour son Seigneur bien-aimé si ce n'est la charité, comme il est écrit, que l'amour est plus fort que la mort, et que les grandes eaux ne peuvent l'éteindre, et que les fleuves ne peuvent le noyer ;
 
Allume en nous, qui sommes appauvris en amour, sa lumière, afin que nous puissions commencer à aimer le Seigneur et nos prochains ;

Réjouis-toi, Agapis, car les nombreuses eaux des charmes du monde n'ont pas éteint ton amour pour le Christ ;

Réjouis-toi, toi qui nous as montré clairement que, par charité on endure volontiers tous les tourments ;

Réjouis-toi, toi qui nous a montré que l'amour de Dieu nous conduit à la vie éternelle ;
 
Je te salue, Agapis, quelle impatience et quelle douceur dans nos cœurs tu révèles ;
 
Je te salue, Agapis, couronne de paix, de joie et de bonté entremêlées ; Alléluia, éclair dans l'esprit de l'éternité » . 